# Pardosa mabinii
Pardosa mabinii är en spindelart som beskrevs av Alberto Barrion och James A. Litsinger 1995. Pardosa mabinii ingår i släktet Pardosa och familjen vargspindlar.
Artens utbredningsområde är Filippinerna. Inga underarter finns listade i Catalogue of Life.